# IAPM Mall

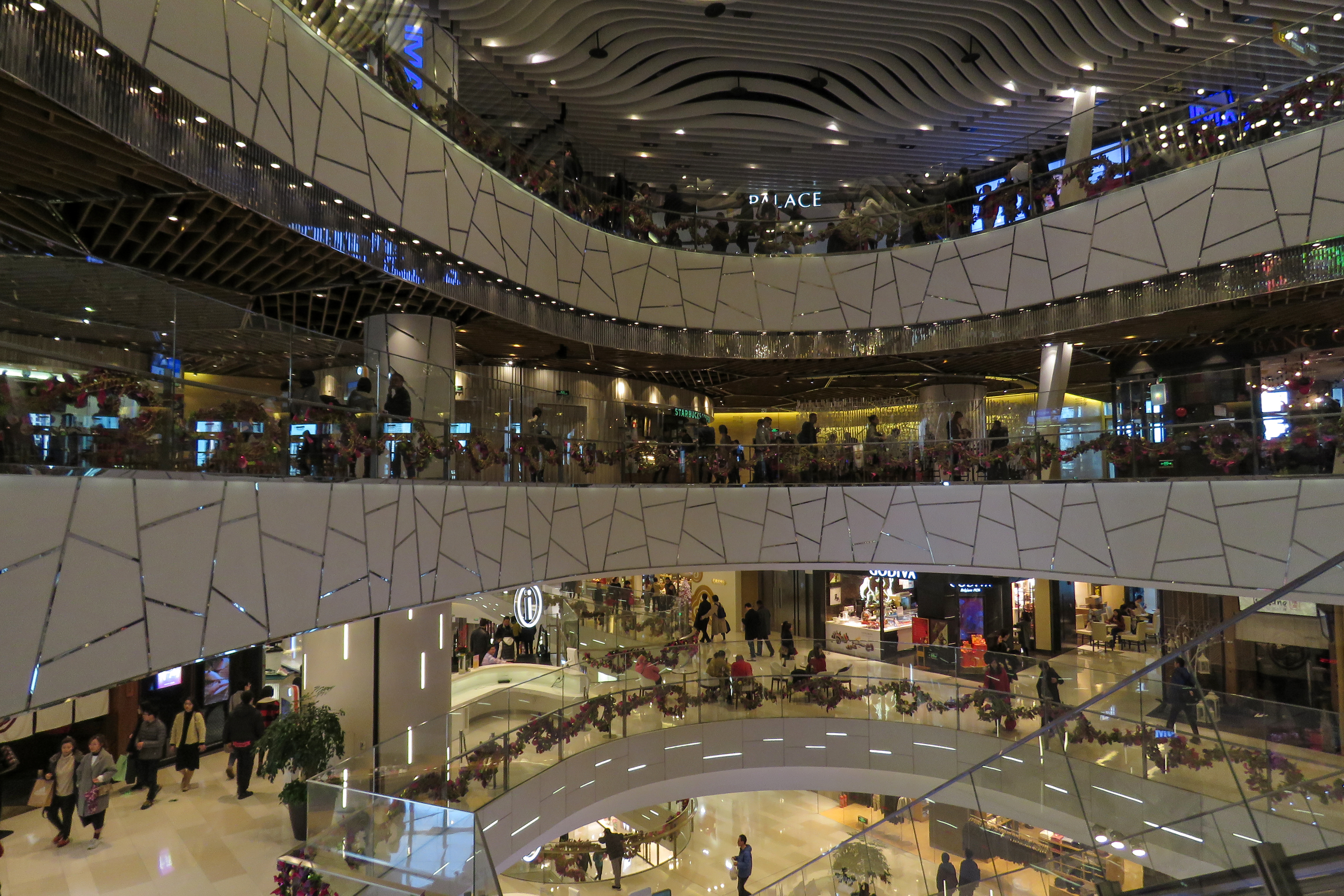
Nội thất trung tâm thương mại năm 2018

IAPM Mall hoặc iAPM Mall, (tiếng Trung: 环贸iapm商场; Hán-Việt: Hoàn Mậu iapm thương trường) là trung tâm thương mại tọa lạc tại số 999 đường Hoài Hải, quận Từ Hối, thành phố Thượng Hải, Trung Quốc.

## Tổng quan
Trung tâm thương mại cao cấp này có các cửa hàng tên tuổi lớn ở hai tầng đầu tiên, bao gồm Prada, Gucci, Miu Miu và Dolce & Gabbana, Stella McCartney, Alexander McQueen, Alexander Wang, Chloé, Maje, Balmain và Michael Kors.
Những thương hiệu trẻ hơn như Zadig & Voltaire, Marimekko, Fedon và Muji chiếm lĩnh tầng ba và tầng bốn dành cho các thương hiệu thể thao như Nike, Aigle và Onitsuka Tiger.
Trung tâm thương mại này có đầy đủ nhà hàng, quán cà phê và rạp chiếu phim.

## Giao thông
IAPM Mall được kết nối bằng Tuyến tàu điện ngầm Thượng Hải số 1, 10 và 12 (Ga Đường Nam Thiểm Tây).